# Rolls-Royce Phantom III

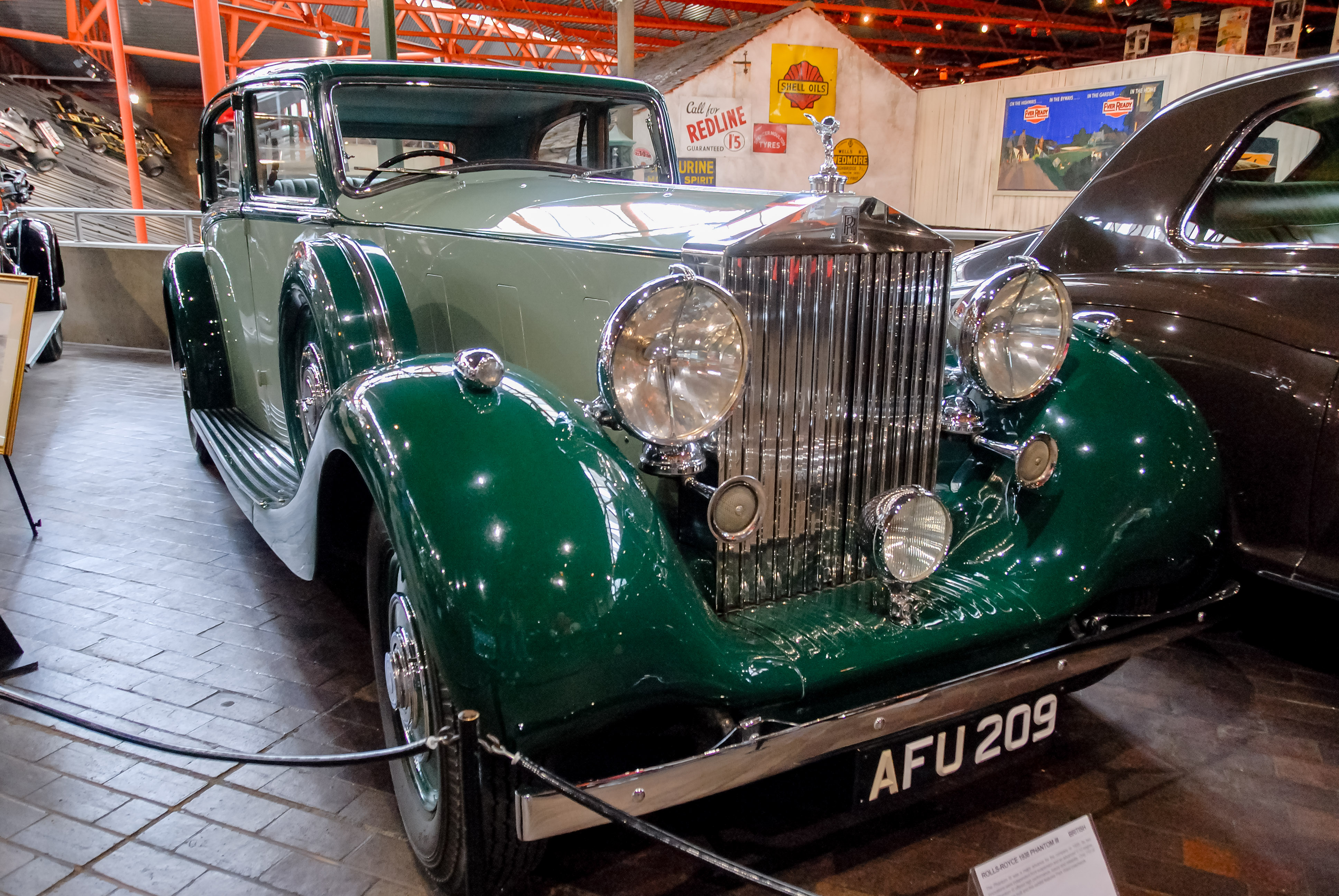
Rolls-Royce Phantom III von 1938 in Beaulieu, England

Der Rolls-Royce Phantom III war der letzte große Rolls-Royce vor dem Zweiten Weltkrieg. Das Fahrzeug wurde 1936 eingeführt und ersetzte den Phantom II. Es war der einzige Rolls-Royce mit V12-Motor bis zur Einführung des Silver Seraph im Jahr 1998. Bis 1939 wurden 727 Fahrgestelle vom Phantom III gefertigt, von denen noch viele existieren.

## Beschreibung
Der V12-Motor des Phantom III hat 7341 cm³ Hubraum (Bohrung × Hub = 82,55 mm × 114,3 mm) und einen Motorblock aus Aluminium. Die hängenden Ventile werden von einer einzelnen, zwischen den Zylinderbänken liegenden Nockenwelle gesteuert. Frühe Ausführungen hatten einen hydraulischen Ventilspielausgleich über ein System exzentrischer Scheiben an den Kipphebeln, die von einem  hydraulischen Kolben bewegt wurden, und dafür sorgten, dass sich kein Spiel zwischen Kipphebel und Ventil einstellte. 1938 wurde dieses System zugunsten fester, von Hand einstellbarer Stößel aufgegeben. Ungewöhnlich ist auch die Doppelzündung des Phantom III, die aus zwei Verteilern, zwei Zündspulen und 24 Zündkerzen besteht. Der Kraftstoff wird durch zwei elektrische SU-Pumpen zu den Vergasern befördert. Der Motor entwickelt eine Leistung von 134 kW, damit erreicht der Phantom III eine Höchstgeschwindigkeit von 161 km/h. Serienmäßig hatte der Wagen Drahtspeichenräder, aber viele Autos wurden mit „Ace“-Scheibenrädern ausgestattet.
Die Wagen waren mit Zentralschmierung bestückt, die mit einem Hebel in der Fahrerkabine betätigt wurde. Neu war die Einzelradaufhängung vorn an Doppelquerlenkern mit Schraubenfedern; die Hinterachse mit ihren halbelliptischen Längsblattfedern wurde vom Vorgänger übernommen. Das Vierganggetriebe war in den Gängen 2, 3 und 4 synchronisiert. Ab 1938 gab es einen Overdrive. Die mechanische Bremskraftverstärkung für die Seilzugbremsen an allen vier Rädern wurde nach Lizenzen der Société Française Hispano-Suiza gefertigt. Der Kühlerrahmen war aus Staybrite-Stahl.
Das schiere Gewicht der Wagen sieht man an ihren Leistungsdaten. Ein 1938 vom englischen Magazin Autocar getestetes Exemplar erreichte eine Höchstgeschwindigkeit von 140 km/h und beschleunigte von 0–100 km/h in 16,8 Sekunden. Der bei diesem Test gemessene Benzinverbrauch lag bei 28 Litern auf 100 km.

## Karosserien
Nur Fahrwerk und Mechanik wurden von Rolls-Royce hergestellt. Die Karosserien wurden nach Kundenwunsch von einem Stellmacher aufgebaut. Einige der bekanntesten Karosseriebauer für Rolls-Royce-Automobile waren Park Ward, Thrupp & Maberly, Mulliner und Hooper. Auf dem europäischen Kontinent fertigte unter anderem Vesters & Neirinck in Brüssel hochwertige Aufbauten für den Phantom III.

## James Bonds Rolls-Royce Phantom III

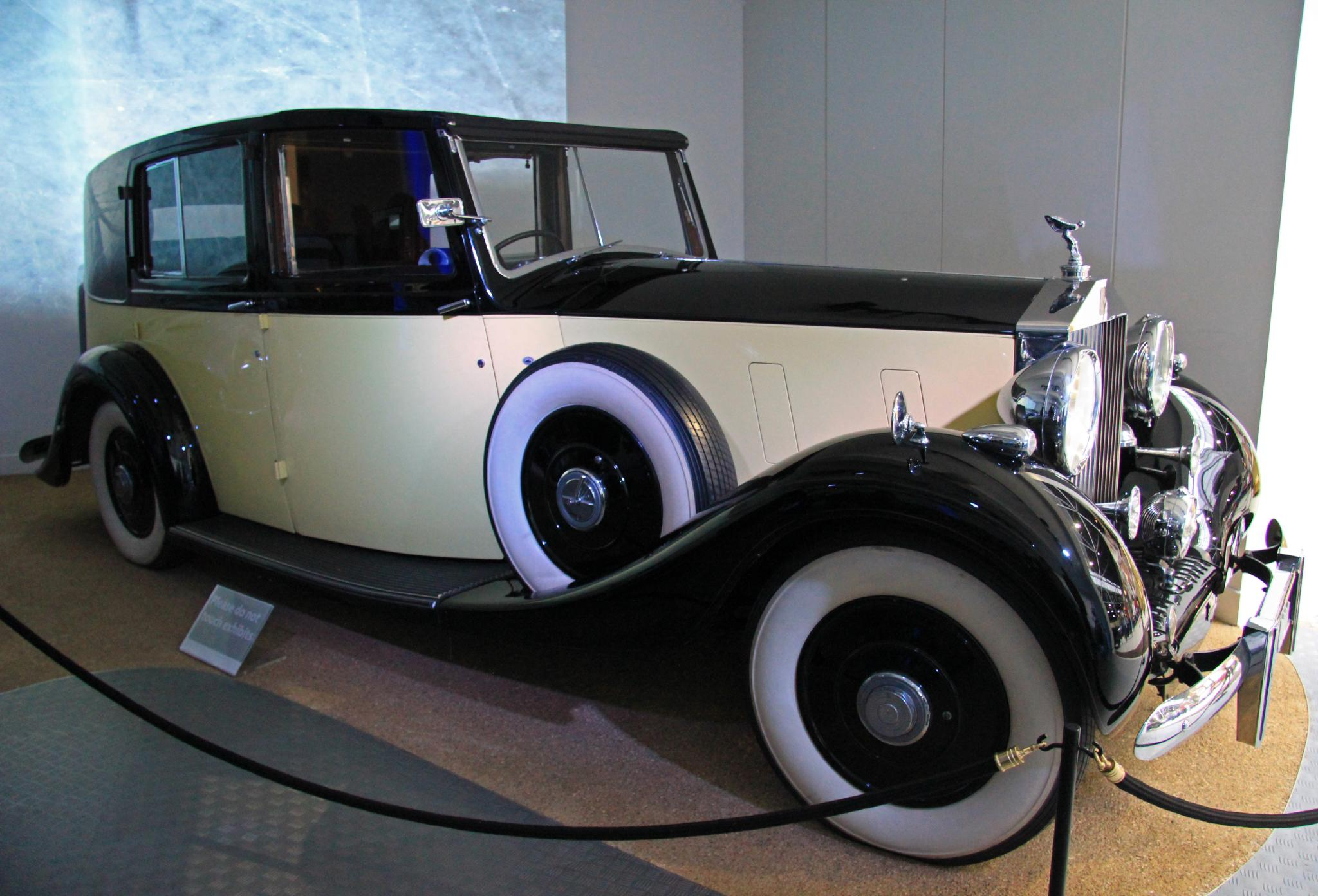
Rolls-Royce Phantom III Barker Sedanca de Ville (1937) aus dem dritten Film der James-Bond-Reihe, Goldfinger

Der Rolls-Royce Phantom III erlangte auch durch seinen Auftritt in dem James-Bond-Film Goldfinger als Fahrzeug von Auric Goldfinger und dessen Leibwächter Oddjob Bekanntheit. Für den Film wurden zwei ähnliche Fahrzeuge verwendet; das bekanntere mit der Fahrgestell-Nummer 3BU168 trägt einen Sedanca-de-Ville-Aufbau von Barker.